# Atractylocarpus intermedius
Atractylocarpus intermedius är en bladmossart som beskrevs av G. Frahm 1997. Atractylocarpus intermedius ingår i släktet trådnervmossor, och familjen Dicranaceae. Inga underarter finns listade i Catalogue of Life.